# Filmografia Madonny

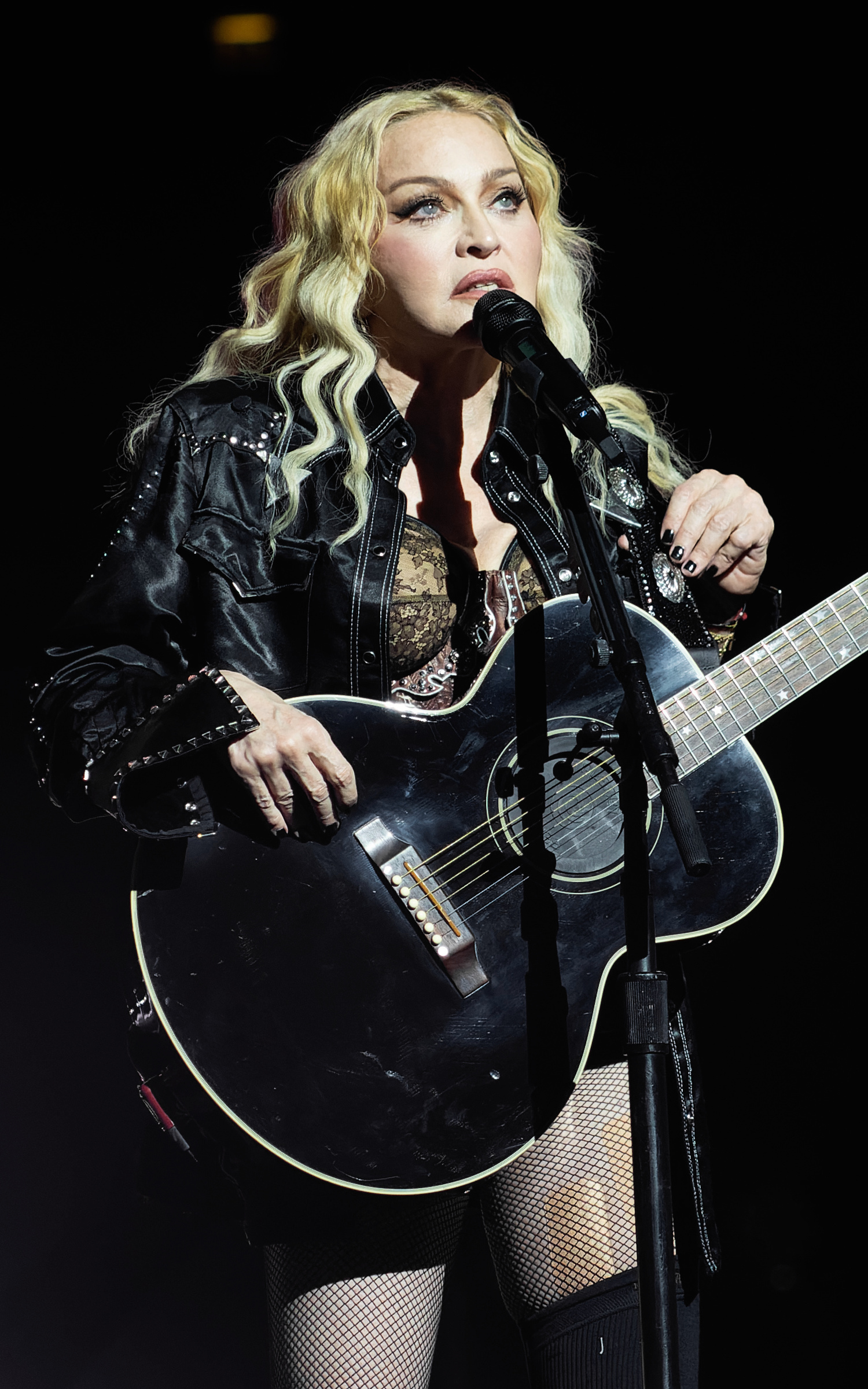
Madonna podczas koncertu w Londynie w 2023

Filmografia Madonny – filmografia amerykańskiej piosenkarki, aktorki, reżyserki, scenarzystki i producentki filmowej Madonny. Lista obejmuje 42 filmy pełnometrażowe (w tym 24 fabularne, 3 dokumentalne i 15 koncertowych), 12 filmów krótkometrażowych (w tym 4 fabularne i 8 dokumentalnych), 8 roli w serialach telewizyjnych i 16 występów w reklamach telewizyjnych.
Kariera filmowa Madonny zwykle spotykała się z negatywnym lub umiarkowanym odbiorem. Jako aktorka zadebiutowała w 1976 rolą w niskobudżetowym filmie A Certain Sacrifice, który ukazał się dopiero w 1985 na fali jej popularności. Również w 1985 wystąpiła w roli cameo w filmie Zwariowałem dla ciebie i w drugoplanowej roli w filmie Rozpaczliwie poszukując Susan. Rok później zagrała u boku męża, Seana Penna, główną rolę w filmie Niespodzianka z Szanghaju, który został negatywnie odebrany przez krytykę filmową i przyniósł jej Złotą Malinę dla najgorszej aktorki. Pokażkę odniosły także jej kolejne filmy, Kim jest ta dziewczyna? (1987) i Ogary z Broadwayu (1989). W 1989 wzięła udział w reklamie napojów Pepsi-Cola, w której został wykorzystany jej najnowszy singel „Like a Prayer”.
W 1990 wystąpiła jako Breathless Mahoney w filmie Warrena Beatty’ego Dick Tracy, za który otrzymała nominację do Saturna dla najlepszej aktorki drugoplanowej. W 1991 wydała film dokumentalny W łóżku z Madonną, przedstawiający kulisy jej trasy koncertowej Blond Ambition World Tour. Stał się on najbardziej dochodowym dokumentem w historii. W 1992 zdobyła uznanie za sprawą roli w komediodramacie sportowym Ich własna liga. W 1993 ukazały się dwa negatywnie odebrane filmy z jej udziałem w rolach głównych, Sidła miłości i Niebezpieczna gra. W 1995 i 1996 pojawiła się w rolach cameo w filmach Brooklyn Boogie i Dziewczyna nr 6. W 1996 wcieliła się w główną rolę Evy Perón w Evicie, adaptacji musicalu pod tym samym tytułem, za którą zdobyła Złotego Globa dla najlepszej aktorki w filmie komediowym lub musicalu.
W kolejnych latach zagrała główne role w negatywnie odebranych komediach romantycznych Układ prawie idealny (2000) i Rejs w nieznane (2002). Po ich porażce skupiła się na pracy nieaktorskiej w przemyśle filmowym. Była producentką wykonawczą filmów Agent Cody Banks (2003) i Agent Cody Banks 2: Cel Londyn (2004). W 2005 wydała film dokumentalny Sekrety Madonny o kulisach trasy Re-Invention World Tour. W 2006 zadebiutowała jako aktorka dubbingowa filmem Artur i Minimki. Wyreżyserowała filmy Mądrość i seks (2008) i W.E. Królewski romans (2011), do których napisała także scenariusze. W 2008 pojawiła się jako narratorka w filmie dokumentalnym Jestem, bo jesteśmy o problemach Malawi, który również wyprodukowała. W 2013 wydała film krótkometrażowy secretprojectrevolution, poświęcony tematyce wolności artystycznej i praw człowieka.
| A | Aktorka lub występ     |
| R | Reżyserka              |
| S | Scenarzystka           |
| P | Producentka            |
| W | Producentka wykonawcza |

## Filmy pełnometrażowe

### Fabularne
| Rok  | Tytuł                          | Profesje | Profesje | Profesje | Profesje | Profesje | Rola                 | Reżyseria                | Dodatkowe informacje            | Źr.    |
| Rok  | Tytuł                          | A        | R        | S        | P        | W        | Rola                 | Reżyseria                | Dodatkowe informacje            | Źr.    |
| ---- | ------------------------------ | -------- | -------- | -------- | -------- | -------- | -------------------- | ------------------------ | ------------------------------- | ------ |
| 1985 | Zwariowałem dla ciebie         | Tak      |          |          |          |          | piosenkarka w klubie | Harold Becker            | rola cameo                      | [ 4 ]  |
| 1985 | Rozpaczliwie poszukując Susan  | Tak      |          |          |          |          | Susan Thomas         | Susan Seidelman          |                                 | [ 5 ]  |
| 1985 | A Certain Sacrifice            | Tak      |          |          |          |          | Bruna                | Stephen Jon Lewicki      | nakręcony w 1979                | [ 3 ]  |
| 1986 | Niespodzianka z Szanghaju      | Tak      |          |          |          |          | Gloria Tatlock       | Jim Goddard              |                                 | [ 29 ] |
| 1987 | Kim jest ta dziewczyna?        | Tak      |          |          |          |          | Nikki Finn           | James Foley              |                                 | [ 7 ]  |
| 1989 | Ogary z Broadwayu              | Tak      |          |          |          |          | Hortense Hathaway    | Howard Brookner          |                                 | [ 8 ]  |
| 1990 | Dick Tracy                     | Tak      |          |          |          |          | Breathless Mahoney   | Warren Beatty            |                                 | [ 10 ] |
| 1991 | Cienie we mgle                 | Tak      |          |          |          |          | Marie                | Woody Allen              | rola cameo                      | [ 30 ] |
| 1992 | Ich własna liga                | Tak      |          |          |          |          | Mae Mordabito        | Penny Marshall           |                                 | [ 13 ] |
| 1993 | Sidła miłości                  | Tak      |          |          |          |          | Rebecca Carlson      | Uli Edel                 |                                 | [ 14 ] |
| 1993 | Niebezpieczna gra              | Tak      |          |          |          |          | Sarah Jennings       | Abel Ferrara             |                                 | [ 15 ] |
| 1995 | Brooklyn Boogie                | Tak      |          |          |          |          | śpiewający telegram  | Paul Auster i Wayne Wang | rola cameo                      | [ 31 ] |
| 1995 | Cztery pokoje                  | Tak      |          |          |          |          | Elspeth              | Allison Anders           | segment Brakujący składnik      | [ 32 ] |
| 1996 | Dziewczyna nr 6                | Tak      |          |          |          |          | szef nr 3            | Spike Lee                | rola cameo                      | [ 33 ] |
| 1996 | Evita                          | Tak      |          |          |          |          | Eva Perón            | Alan Parker              |                                 | [ 34 ] |
| 2000 | Układ prawie idealny           | Tak      |          |          |          |          | Abbie Reynolds       | John Schlesinger         |                                 | [ 18 ] |
| 2002 | Rejs w nieznane                | Tak      |          |          |          |          | Amber Leighton       | Guy Ritchie              |                                 | [ 19 ] |
| 2002 | Śmierć nadejdzie jutro         | Tak      |          |          |          |          | Verity               | Lee Tamahori             | rola cameo                      | [ 35 ] |
| 2003 | Agent Cody Banks               |          |          |          |          | Tak      | —                    | Harald Zwart             |                                 | [ 21 ] |
| 2004 | Agent Cody Banks 2: Cel Londyn |          |          |          |          | Tak      | —                    | Kevin Allen              |                                 | [ 22 ] |
| 2004 | 30 dni do sławy                |          |          |          |          | Tak      | —                    | Gabriela Tagliavini      | film telewizyjny                | [ 36 ] |
| 2006 | Artur i Minimki                | Tak      |          |          |          |          | Księżniczka Selenia  | Luc Besson               | dubbing w wersji anglojęzycznej | [ 24 ] |
| 2008 | Mądrość i seks                 |          | Tak      | Tak      |          | Tak      | —                    | Madonna                  |                                 | [ 25 ] |
| 2008 | Alyx                           |          |          |          |          | Tak      | —                    | nieznany                 | film telewizyjny                | [ 37 ] |
| 2011 | W.E. Królewski romans          |          | Tak      | Tak      | Tak      |          | —                    | Madonna                  |                                 | [ 26 ] |

### Dokumentalne

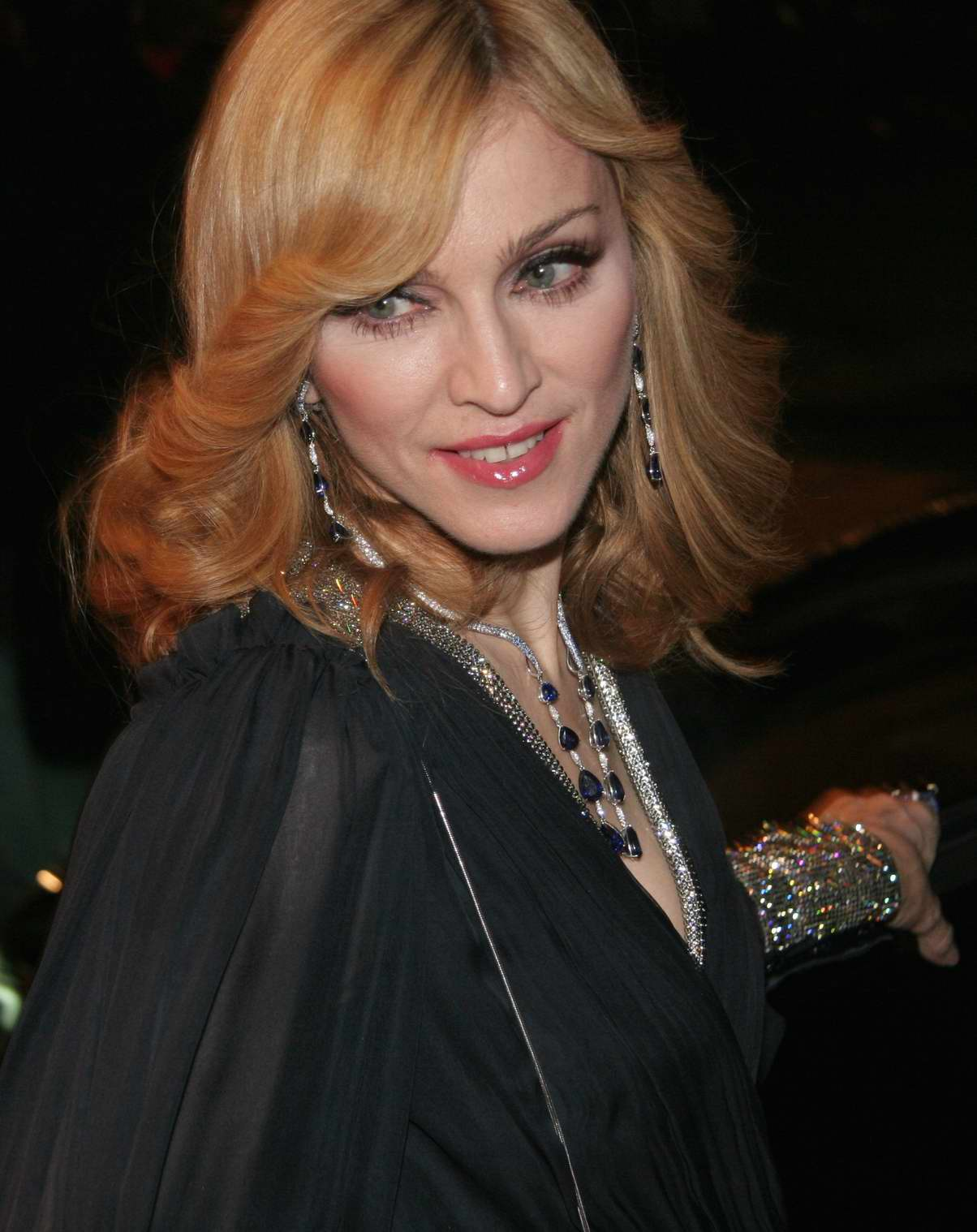
Madonna w 2005 na premierze filmu Sekrety Madonny

| Rok  | Tytuł               | Profesje | Profesje | Profesje | Profesje | Źr.    |
| Rok  | Tytuł               | A        | S        | P        | W        | Źr.    |
| ---- | ------------------- | -------- | -------- | -------- | -------- | ------ |
| 1991 | W łóżku z Madonną   | Tak      |          |          | Tak      | [ 38 ] |
| 2005 | Sekrety Madonny     | Tak      |          |          | Tak      | [ 23 ] |
| 2008 | Jestem, bo jesteśmy | Tak      | Tak      | Tak      |          | [ 27 ] |

### Koncertowe
| Rok  | Tytuł                                                                      | Profesje | Profesje | Profesje | Profesje | Dodatkowe informacje                                                              | Źr.    |
| Rok  | Tytuł                                                                      | A        | S        | P        | W        | Dodatkowe informacje                                                              | Źr.    |
| ---- | -------------------------------------------------------------------------- | -------- | -------- | -------- | -------- | --------------------------------------------------------------------------------- | ------ |
| 1985 | Madonna Live: The Virgin Tour                                              | Tak      |          |          |          | wydany na wideo                                                                   | [ 39 ] |
| 1987 | Who’s That Girl: Live in Japan                                             | Tak      |          |          |          | specjalny program telewizyjny, później wydany na wideo                            | [ 40 ] |
| 1987 | Ciao Italia: Live from Italy                                               | Tak      |          |          |          | specjalny program telewizyjny (jako Madonna in Concerto), później wydany na wideo | [ 41 ] |
| 1990 | Blond Ambition – Japan Tour 90                                             | Tak      |          |          |          | specjalny program telewizyjny, później wydany na wideo                            | [ 42 ] |
| 1990 | Blond Ambition World Tour Live                                             | Tak      |          |          |          | specjalny program telewizyjny, później wydany na wideo                            | [ 43 ] |
| 1990 | Madonna: Live! Blond Ambition World Tour 90 from Barcelona Olympic Stadium | Tak      |          |          |          | specjalny program telewizyjny                                                     | [ 44 ] |
| 1993 | The Girlie Show: Live Down Under                                           | Tak      |          |          |          | specjalny program telewizyjny, później wydany na wideo                            | [ 45 ] |
| 1993 | Madonna: The Girlie Show Live from Fukuoka                                 | Tak      |          |          |          | specjalny program telewizyjny                                                     | [ 46 ] |
| 2001 | Drowned World Tour 2001                                                    | Tak      |          |          | Tak      | specjalny program telewizyjny, później wydany na wideo                            | [ 47 ] |
| 2006 | The Confessions Tour                                                       | Tak      |          |          | Tak      | specjalny program telewizyjny, później wydany na wideo                            | [ 48 ] |
| 2009 | Sticky & Sweet Tour                                                        | Tak      |          |          | Tak      | specjalny program telewizyjny, później wydany na wideo                            | [ 49 ] |
| 2013 | MDNA World Tour                                                            | Tak      |          |          | Tak      | specjalny program telewizyjny, później wydany na wideo                            | [ 50 ] |
| 2016 | Rebel Heart Tour                                                           | Tak      |          | Tak      |          | specjalny program telewizyjny, później wydany na wideo                            | [ 51 ] |
| 2021 | Madame X                                                                   | Tak      | Tak      | Tak      |          | program specjalny Paramount+                                                      | [ 52 ] |
| 2024 | Madonna: The Celebration Tour in Rio                                       | Tak      |          |          |          | specjalny program telewizyjny                                                     | [ 53 ] |

## Filmy krótkometrażowe

### Fabularne
| Rok  | Tytuł                   | Profesje | Profesje | Profesje | Profesje | Źr.    |
| Rok  | Tytuł                   | A        | R        | S        | P        | Źr.    |
| ---- | ----------------------- | -------- | -------- | -------- | -------- | ------ |
| 2001 | The Hire: Star          | Tak      |          |          | Tak      | [ 54 ] |
| 2013 | secretprojectrevolution | Tak      | Tak      | Tak      | Tak      | [ 28 ] |
| 2017 | Her-Story               | Tak      |          |          |          | [ 55 ] |
| 2023 | The Enlightenment       | Tak      |          |          |          | [ 56 ] |

### Dokumentalne
| Rok  | Tytuł                                  | Profesje | Profesje | Źr.    |
| Rok  | Tytuł                                  | A        | W        | Źr.    |
| ---- | -------------------------------------- | -------- | -------- | ------ |
| 1992 | The Making of Sex                      | Tak      | Tak      | [ 57 ] |
| 2005 | Confessions on a Promo Tour            | Tak      |          | [ 58 ] |
| 2006 | Confessions Tour: Behind the Scenes    | Tak      |          | [ 59 ] |
| 2010 | Sticky & Sweet Tour: Behind the Scenes | Tak      |          | [ 60 ] |
| 2012 | Inside the DNA of MDNA                 | Tak      |          | [ 61 ] |
| 2016 | Qandeel Baloch: A Very Short Story     | Tak      |          | [ 62 ] |
| 2019 | World of Madame X                      | Tak      |          | [ 63 ] |
| 2021 | Madame X Presents: Madame Xtra Q&A     | Tak      |          | [ 64 ] |

## Seriale telewizyjne
| Rok  | Tytuł               | Rola               | Odcinek              | Źr.    |
| ---- | ------------------- | ------------------ | -------------------- | ------ |
| 1985 | Saturday Night Live | prowadząca / różne | sezon 11, odcinek 1  | [ 65 ] |
| 1986 | Saturday Night Live | ona sama           | sezon 12, odcinek 1  | [ 66 ] |
| 1991 | Saturday Night Live | ona sama           | sezon 16, odcinek 19 | [ 67 ] |
| 1992 | Saturday Night Live | Liz Rosenberg      | sezon 17, odcinek 14 | [ 68 ] |
| 1993 | Saturday Night Live | Marilyn Monroe     | sezon 18, odcinek 11 | [ 69 ] |
| 2003 | Will & Grace        | Liz                | „Dolls and Dolls”    | [ 70 ] |
| 2009 | Saturday Night Live | ona sama           | sezon 35, odcinek 2  | [ 71 ] |
| 2013 | Saturday Night Live | ona sama           | sezon 39, odcinek 10 | [ 72 ] |

## Reklamy
| Rok       | Firma                    | Terytorium        | Źr.    |
| --------- | ------------------------ | ----------------- | ------ |
| 1986–1987 | Mitsubishi               | Japonia           | [ 73 ] |
| 1989      | Pepsi-Cola               | świat             | [ 74 ] |
| 1990      | Rock the Vote            | Stany Zjednoczone | [ 75 ] |
| 1995      | Takara Shuzo             | Japonia           | [ 76 ] |
| 1999      | Max Factor               | świat             | [ 77 ] |
| 2001      | BMW                      | świat             | [ 54 ] |
| 2003      | Gap                      | świat             | [ 78 ] |
| 2003      | Estée Lauder             | świat             | [ 79 ] |
| 2004      | Radio Zet                | Polska            | [ 80 ] |
| 2005      | Motorola                 | świat             | [ 81 ] |
| 2007      | H&M                      | świat             | [ 82 ] |
| 2007      | Brillia Mare Ariake      | Japonia           | [ 83 ] |
| 2008      | Sunsilk                  | świat             | [ 84 ] |
| 2010      | Dolce & Gabbana          | świat             | [ 85 ] |
| 2012      | Truth or Dare by Madonna | świat             | [ 86 ] |
| 2014      | MDNA Skin                | Stany Zjednoczone | [ 87 ] |
| 2023–2024 | Itaú Unibanco            | Brazylia          | [ 88 ] |